# Morti il 30 marzo
| Questa pagina contiene informazioni ricavate automaticamente dalle voci biografiche con l'ausilio del template Bio e di un bot. L'aggiornamento è periodico e automatico e ricostruisce completamente la pagina. Se manca una persona in questa lista, sei pregato di non aggiungerla, ma accertati piuttosto che la sua voce biografica contenga il template Bio e che i dati anagrafici siano correttamente compilati. Se il template Bio manca, inseriscilo tu stesso o, in alternativa, metti l'avviso {{tmp\|Bio}} che ne segnala la mancanza. Se i dati riportati sono sbagliati, correggi direttamente la voce biografica; le modifiche saranno visibili in questa lista entro pochi giorni. Per chiarimenti vedi il progetto biografie. La lista contiene solo le 535 persone che sono citate nell'enciclopedia e per le quali è stato implementato correttamente il template Bio. Pagina aggiornata al 25 lug 2025. |

## II secolo(1)
- 119 - Secondo di Asti, santo e militare romano

## VII secolo(1)
- 662 - Zosimo di Siracusa, vescovo italiano

## X secolo(2)
- 915 - Radbodo di Treviri, arcivescovo tedesco
- 987 - Arnolfo II di Fiandra, conte

## XII secolo(2)
- 1148 - Amedeo III di Savoia, nobile (n. 1095)
- 1185 - Beatrice di Rethel, sovrana

## XIII secolo(2)
- 1202 - Gioacchino da Fiore, abate, teologo e filosofo italiano
- 1225 - Gertrude de Dabo, francese (n. 1190)

## XIV secolo(1)
- 1393 - Giacomo da Itri, patriarca cattolico italiano (n. 1330)

## XV secolo(8)
- 1403 - Giovanni Sensi, religioso italiano
- 1407 - Konrad von Jungingen, militare e nobile tedesco
- 1418 - Giacomo de' Rossi, vescovo cattolico italiano
- 1425 - Guglielmo II di Meißen, nobile tedesco (n. 1371)
- 1456 - Pietro Regalado, religioso, presbitero e santo spagnolo (n. 1390)
- 1465 - Isabella di Chiaromonte, sovrana italiana (n. 1424)
- 1472 - Amedeo IX di Savoia, nobile (n. 1435)
- 1486 - Thomas Bourchier, arcivescovo cattolico e cardinale inglese (n. 1412)

## XVI secolo(10)
- 1516 - Giovanni Muzzarelli, poeta italiano
- 1519 - Bianca di Monferrato, nobile italiana (n. 1472)
- 1540 - Matthäus Lang von Wellenburg, cardinale e arcivescovo cattolico tedesco (n. 1468)
- 1543 - Cesare Cesariano, pittore e architetto italiano (n. 1475)
- 1548 - Agostino Trivulzio, cardinale italiano (n. 1485)
- 1550 - Leonor Osorio Sarmiento, nobildonna spagnola
- 1559 - Adam Ries, matematico, scienziato e storico tedesco (n. 1492)
- 1561 - Andrés Hurtado de Mendoza, militare spagnolo
- 1575 - Eva Cristina di Württemberg-Mömpelgard, nobile tedesca (n. 1558)
- 1597 - Wolfgang Lussi, politico svizzero

## XVII secolo(16)
- 1610 - Anna Vasa, principessa svedese (n. 1545)
- 1620 - Antonio Maria Gallo, cardinale e vescovo cattolico italiano (n. 1553)
- 1625 - Johann Gelle, editore e incisore tedesco (n. 1580)
- 1630 - Fabrizio Bartoletti, anatomista e filosofo italiano (n. 1587)
- 1630 - Axel Kurck, militare finlandese (n. 1555)
- 1641 - Martino Alfieri, arcivescovo cattolico italiano (n. 1590)
- 1642 - Guglielmo Augusto di Brunswick, nobile tedesco (n. 1564)
- 1654 - Aleksander Ludwik Radziwiłł, nobile e politico polacco (n. 1594)
- 1654 - Henry Seymour, lord Beauchamp, nobile inglese (n. 1626)
- 1655 - James Stewart, I duca di Richmond, nobile e politico inglese (n. 1612)
- 1662 - François Le Métel de Boisrobert, poeta e drammaturgo francese (n. 1592)
- 1671 - Carlo II Ottone del Palatinato-Zweibrücken-Birkenfeld, nobile tedesco (n. 1625)
- 1672 - Guy Patin, medico e scrittore francese (n. 1601)
- 1685 - Federico Casimiro di Hanau, conte tedesco (n. 1623)
- 1694 - Francis Howard, V barone Howard di Effingham, nobile inglese (n. 1643)
- 1695 - Anselm Franz von Ingelheim, arcivescovo cattolico tedesco (n. 1634)

## XVIII secolo(24)
- 1707 - Sébastien Le Prestre de Vauban, generale francese (n. 1633)
- 1713 - Govert Bidloo, medico, anatomista e poeta olandese (n. 1649)
- 1725 - Filippo Bonanni, gesuita, storico e biologo italiano (n. 1638)
- 1725 - René de Froulay de Tessé, militare e diplomatico francese (n. 1648)
- 1731 - Alberto Ernesto II di Oettingen-Oettingen, nobile tedesco (n. 1669)
- 1731 - Hilaire-Bernard de Longepierre, drammaturgo francese (n. 1659)
- 1738 - Franz Anton von Sporck, letterato boemo (n. 1662)
- 1745 - William Gordon, II conte di Aberdeen, nobile e politico scozzese (n. 1679)
- 1746 - Jean-Joseph Fiocco, compositore fiammingo (n. 1686)
- 1756 - Sebastián de Albero, clavicembalista e organista spagnolo (n. 1722)
- 1762 - Vincenzo Legrenzio Ciampi, compositore italiano (n. 1719)
- 1763 - Ridolfino Venuti, storico, archeologo e numismatico italiano (n. 1705)
- 1764 - Pietro Antonio Locatelli, compositore e violinista italiano (n. 1695)
- 1771 - Anton Joseph Hampel, cornista e compositore tedesco (n. 1710)
- 1774 - Carolina del Palatinato-Zweibrücken-Birkenfeld, nobile tedesca (n. 1721)
- 1783 - William Hunter, anatomista scozzese (n. 1718)
- 1784 - Emmanuel de Croÿ-Solre, generale francese (n. 1718)
- 1787 - Anna Amalia di Prussia, principessa, compositrice e badessa prussiana (n. 1723)
- 1788 - Teodosio V Dahan, patriarca cattolico libanese (n. 1698)
- 1795 - Domenico Augusto Bracci, antiquario italiano (n. 1717)
- 1796 - Augusta Guglielmina d'Assia-Darmstadt, nobildonna (n. 1765)
- 1796 - Nicola Colonna di Stigliano, cardinale italiano (n. 1730)
- 1797 - Giorgio Anselmi, pittore italiano (n. 1723)
- 1797 - Franz Joseph Aumann, compositore, presbitero e religioso austriaco (n. 1728)

## XIX secolo(80)
- 1801 - Victor Amédée de La Fage, politico francese (n. 1738)
- 1803 - Aglaé de Polignac, nobildonna francese (n. 1768)
- 1804 - Victor-François de Broglie, nobile e generale francese (n. 1718)
- 1806 - Georgiana Spencer, britannica (n. 1757)
- 1808 - Gustaf Fredrik Gyllenborg, poeta svedese (n. 1731)
- 1810 - James Stopford, II conte di Courtown, politico irlandese (n. 1731)
- 1820 - Paolo Gerolamo Brusco, pittore italiano (n. 1742)
- 1822 - Boris Andreevič Golicyn, ufficiale russo (n. 1766)
- 1824 - Elizabeth Hervey, nobildonna inglese (n. 1759)
- 1825 - Gabriel de Hédouville, generale e diplomatico francese (n. 1755)
- 1827 - Francesco Gallarati Scotti, giurista, giudice e nobile italiano (n. 1751)
- 1830 - Luigi I di Baden, sovrano tedesco (n. 1763)
- 1832 - Stephen Groombridge, astronomo britannico (n. 1755)
- 1832 - Dora Stock, artista tedesca (n. 1760)
- 1833 - Jean Baptiste Vermay, pittore, architetto e scenografo francese (n. 1786)
- 1834 - Rudolph Ackermann, inventore e editore tedesco (n. 1764)
- 1834 - Francis Douce, antiquario e collezionista d'arte inglese (n. 1757)
- 1838 - Frédéric-César de La Harpe, politico svizzero (n. 1754)
- 1840 - Beau Brummell, nobile britannico (n. 1778)
- 1841 - José Matías Quintana, scrittore e politico messicano (n. 1767)
- 1842 - Élisabeth Vigée Le Brun, pittrice francese (n. 1755)
- 1847 - Louis Prosper Cantener, entomologo francese (n. 1803)
- 1849 - Marietta Albini, soprano italiano (n. 1807)
- 1849 - Felice Merlo, politico italiano (n. 1792)
- 1852 - François Perravex, politico francese
- 1853 - Abigail Fillmore, first lady statunitense (n. 1798)
- 1855 - Carlotta di Prussia, principessa (n. 1831)
- 1855 - Maria Dorotea di Württemberg, nobile (n. 1797)
- 1856 - William Symonds, ingegnere inglese (n. 1782)
- 1858 - Marie Kinnberg, fotografa svedese (n. 1806)
- 1861 - Louis Cordier, geologo e mineralogista francese (n. 1777)
- 1861 - Felice Regano, arcivescovo cattolico italiano (n. 1786)
- 1862 - Louis-Émile Vanderburch, drammaturgo, librettista e saggista francese (n. 1794)
- 1863 - Karl August von Brandenstein, generale prussiano (n. 1792)
- 1863 - Auguste Bravais, fisico, cristallografo e meteorologo francese (n. 1811)
- 1863 - Giuseppe Cosenza, cardinale e arcivescovo cattolico italiano (n. 1788)
- 1865 - Alexander Duchnovič, scrittore, pedagogo e presbitero (n. 1803)
- 1866 - Marie-Nicolas-Antoine Daveluy, missionario, vescovo cattolico e santo francese (n. 1818)
- 1866 - John McDougall, politico statunitense
- 1866 - George Rennie, ingegnere britannico (n. 1791)
- 1867 - Giovanni Rossi, presbitero e scrittore italiano (n. 1785)
- 1868 - Robert Rive, fotografo francese (n. 1817)
- 1868 - Mpenizelos Roufōs, politico greco (n. 1795)
- 1870 - William Hale, inventore inglese (n. 1797)
- 1870 - Félix Orsières, religioso e storico italiano (n. 1803)
- 1870 - Charles de Groux, pittore, illustratore e incisore belga (n. 1825)
- 1871 - Peter Marinus Thomsen, fotografo norvegese (n. 1832)
- 1871 - Luisa dei Paesi Bassi, regina (n. 1828)
- 1874 - Rodolfo Audinot, politico italiano (n. 1814)
- 1874 - Giuseppe Paternò, militare e politico italiano (n. 1794)
- 1876 - Antoine Jérôme Balard, chimico francese (n. 1802)
- 1876 - Giuseppe Martelli, architetto italiano (n. 1792)
- 1876 - Concezio Rosa, medico e paleontologo italiano (n. 1824)
- 1878 - Luigi Amat di San Filippo e Sorso, cardinale italiano (n. 1796)
- 1878 - Charles Beslay, politico francese (n. 1795)
- 1879 - Teodoro Cottrau, compositore italiano (n. 1827)
- 1879 - Thomas Couture, pittore francese (n. 1815)
- 1879 - Thomas J. Dryer, politico e editore statunitense (n. 1808)
- 1880 - Antonio Mosto, militare italiano (n. 1824)
- 1882 - Henri Lehmann, pittore tedesco (n. 1814)
- 1883 - Édouard Jules Gabrielli di Carpegna, militare e funzionario francese (n. 1816)
- 1883 - Edmund von Hartig, diplomatico e nobile austriaco (n. 1812)
- 1884 - Aleksandr Dmitrievič Michajlov, rivoluzionario russo (n. 1855)
- 1885 - Adamo Alberti, attore teatrale italiano (n. 1809)
- 1885 - Ludovico da Casoria, religioso italiano (n. 1814)
- 1888 - Jane Grimston, nobildonna inglese (n. 1825)
- 1888 - Tommaso Maria Martinelli, cardinale e vescovo cattolico italiano (n. 1827)
- 1888 - Augustus Mongredien, scacchista e scrittore inglese (n. 1807)
- 1888 - Francesco Protonotari, economista e editore italiano (n. 1831)
- 1889 - Marcus Reno, militare statunitense (n. 1834)
- 1890 - Gesualdo Nicola Loschirico, arcivescovo cattolico italiano (n. 1823)
- 1891 - August Schenk, botanico austriaco (n. 1815)
- 1895 - Francisco de Paula Benavides y Navarrete, cardinale e arcivescovo cattolico spagnolo (n. 1810)
- 1895 - Francesco Fiorenzi, politico e ingegnere italiano (n. 1813)
- 1895 - Frederick Beauchamp Seymour, ammiraglio britannico (n. 1821)
- 1896 - Ludwig Munthe, pittore norvegese (n. 1841)
- 1899 - August Gremli, botanico svizzero (n. 1833)
- 1899 - Selma Jacobsson, fotografa svedese (n. 1841)
- 1900 - Archibald Forbes, giornalista e patriota britannico (n. 1838)
- 1900 - Leonardo Murialdo, presbitero italiano (n. 1828)

## XX secolo(251)
- 1901 - Guglielmo Privato, attore e baritono italiano (n. 1826)
- 1902 - Julius Koch, tedesco (n. 1872)
- 1905 - Georg Meissner, anatomista e fisiologo tedesco (n. 1829)
- 1906 - Giovan Battista Borsani, architetto italiano (n. 1850)
- 1906 - Enrico Curati, politico italiano (n. 1842)
- 1907 - Elizaveta Ėsperovna Belosel'skaja-Belozerskaja, nobildonna russa (n. 1834)
- 1907 - Henry Elliot, diplomatico inglese (n. 1817)
- 1908 - Marianna Mattiocco, modella italiana (n. 1865)
- 1908 - Laura Pisati, matematica italiana
- 1910 - Achille Campo, patriota, militare e scacchista italiano (n. 1833)
- 1910 - Raffaele Maturi, medico e letterato italiano (n. 1832)
- 1910 - Jean Moréas, poeta e critico letterario greco (n. 1856)
- 1911 - Pellegrino Artusi, scrittore, gastronomo e critico letterario italiano (n. 1820)
- 1911 - Ellen Swallow Richards, ingegnere e chimica statunitense (n. 1842)
- 1912 - Karl May, scrittore tedesco (n. 1842)
- 1912 - Emilio Teza, linguista, glottologo e traduttore italiano (n. 1831)
- 1913 - Sidney Herbert, XIV conte di Pembroke, nobile e politico britannico (n. 1853)
- 1914 - Émile Gentil, ufficiale e esploratore francese (n. 1866)
- 1914 - Tito Mattei, compositore, pianista e direttore d'orchestra italiano (n. 1839)
- 1914 - John Henry Poynting, fisico britannico (n. 1852)
- 1915 - Edoardo Boutet, giornalista, critico teatrale e impresario teatrale italiano (n. 1856)
- 1916 - Juan José Carrillo, politico statunitense (n. 1842)
- 1916 - Wells Cooke, ornitologo statunitense (n. 1858)
- 1919 - Francesco Lanza Spinelli di Scalea, nobile, politico e imprenditore italiano (n. 1834)
- 1922 - Giacomo Levi Civita, patriota, politico e avvocato italiano (n. 1846)
- 1923 - Felice Grossi Gondi, gesuita e archeologo italiano (n. 1860)
- 1923 - Elvidio Salvarezza, prefetto e politico italiano (n. 1850)
- 1924 - Glen MacDonough, scrittore, librettista e paroliere statunitense (n. 1870)
- 1925 - Rudolf Steiner, esoterista e teosofo austriaco (n. 1861)
- 1926 - Narcisse Théophile Patouillard, micologo e farmacista francese (n. 1854)
- 1927 - Carlo Barsotti, imprenditore italiano (n. 1850)
- 1927 - Everard Calthrop, ingegnere e inventore britannico (n. 1857)
- 1928 - Tullo Golfarelli, scultore e pittore italiano (n. 1852)
- 1928 - Frank B. Willis, politico statunitense (n. 1871)
- 1929 - John Brown Abercromby, pittore britannico (n. 1843)
- 1929 - Carlo Gregorio Maria Grasso, arcivescovo cattolico italiano (n. 1869)
- 1929 - John Montagu Douglas Scott, II barone Montagu di Beaulieu, politico inglese (n. 1866)
- 1929 - Octave Van Rysselberghe, architetto belga (n. 1855)
- 1930 - Thomas S. Hermansen, direttore della fotografia, regista e produttore cinematografico danese (n. 1867)
- 1932 - Eduard Sievers, linguista e filologo tedesco (n. 1850)
- 1933 - John Eisele, mezzofondista e siepista statunitense (n. 1884)
- 1933 - Maria Marchesini, saggista italiana (n. 1896)
- 1933 - Vincenzo Morello, giornalista e politico italiano (n. 1860)
- 1933 - Tito II Ricordi, editore musicale italiano (n. 1865)
- 1934 - Vittoria Gazzei Barbetti, scrittrice italiana (n. 1892)
- 1934 - Finnur Jónsson, filologo islandese (n. 1858)
- 1934 - Ronald Munro-Ferguson, I visconte Novar, politico britannico (n. 1860)
- 1934 - Friedrich Quincke, chimico tedesco (n. 1865)
- 1935 - Edwin Hunter, golfista e tennista statunitense (n. 1874)
- 1936 - John Alexander Fuller Maitland, saggista e musicologo inglese (n. 1856)
- 1936 - Abraham Langlet, chimico svedese (n. 1868)
- 1936 - Conchita Supervía, mezzosoprano spagnolo (n. 1895)
- 1937 - T. Roy Barnes, attore inglese (n. 1880)
- 1938 - Umberto Coppini, aviatore e militare italiano (n. 1916)
- 1938 - Antonio Floris, militare italiano (n. 1914)
- 1939 - Cesare Bazzani, architetto e ingegnere italiano (n. 1873)
- 1939 - Jean de Francqueville, pittore francese (n. 1860)
- 1940 - Giuseppe Cava, poeta e scrittore italiano (n. 1870)
- 1940 - John Gilmour, politico e ufficiale scozzese (n. 1876)
- 1940 - Rinaldo Loy, militare italiano (n. 1894)
- 1940 - Walter Miller, attore statunitense (n. 1892)
- 1941 - Elisabeth Baumann-Schlachter, scrittrice svizzera (n. 1887)
- 1941 - Adriano Colocci, politico, fotografo e giornalista italiano (n. 1855)
- 1941 - Antonín Janoušek, politico e giornalista cecoslovacco (n. 1877)
- 1942 - Hans Andersen Brendekilde, pittore danese (n. 1857)
- 1942 - Giovanni Gentile, fisico italiano (n. 1906)
- 1942 - Aurelio Manaresi, dirigente d'azienda e politico italiano (n. 1895)
- 1943 - Ādolfs Greble, calciatore lettone (n. 1902)
- 1943 - Maria Restituta Kafka, religiosa austriaca (n. 1894)
- 1943 - Pietro Orsi, storico e politico italiano (n. 1863)
- 1944 - Gerhard Damköhler, chimico tedesco (n. 1908)
- 1944 - Mario Lupo, militare e partigiano italiano
- 1944 - Nicola Monterisi, arcivescovo cattolico italiano (n. 1867)
- 1945 - Giacomino Curreno di Santa Maddalena, partigiano italiano (n. 1928)
- 1945 - Eugène Maës, calciatore francese (n. 1890)
- 1945 - Maurice Rose, generale statunitense (n. 1899)
- 1947 - Vojtěch Bradáč, calciatore cecoslovacco (n. 1913)
- 1947 - Qazi Muhammad, politico curdo (n. 1893)
- 1948 - Giovanni Ceirano, imprenditore italiano (n. 1865)
- 1949 - J. Searle Dawley, regista e sceneggiatore statunitense (n. 1877)
- 1949 - Harald di Danimarca, principe danese (n. 1876)
- 1950 - Léon Blum, politico francese (n. 1872)
- 1952 - Delfina Bunge, scrittrice, poetessa e saggista argentina (n. 1881)
- 1952 - Henry Hay, nuotatore australiano (n. 1893)
- 1952 - Ron Rawson, pugile britannico (n. 1892)
- 1952 - Jigme Wangchuck, re bhutanese (n. 1905)
- 1952 - Adolfo Zerboglio, avvocato, politico e giornalista italiano (n. 1866)
- 1953 - Bert Bailey, commediografo, attore e regista neozelandese (n. 1868)
- 1953 - Adolfo Faggi, filosofo e psicologo italiano (n. 1868)
- 1953 - Roderich Mojsisovics von Mojsvár, musicista austriaco (n. 1877)
- 1953 - Giuseppe Pometta, scrittore svizzero (n. 1872)
- 1953 - Alexander Vasiliev, storico e insegnante russo (n. 1867)
- 1954 - Pauline Brunius, attrice e attrice teatrale svedese (n. 1881)
- 1954 - Joachim Lemelsen, generale tedesco (n. 1888)
- 1954 - Fritz London, fisico tedesco (n. 1900)
- 1955 - Alfredo Cuscinà, compositore italiano (n. 1881)
- 1955 - Lydia Knott, attrice statunitense (n. 1866)
- 1955 - Ylla, fotografa ungherese (n. 1911)
- 1955 - Max Schwarzer, illustratore tedesco (n. 1882)
- 1956 - Edmund Clerihew Bentley, scrittore inglese (n. 1875)
- 1957 - Max Amann, editore, politico e generale tedesco (n. 1891)
- 1957 - Konstantin Konstantinovič Judin, regista cinematografico sovietico (n. 1896)
- 1958 - Arpalice Cuman Pertile, poetessa e scrittrice italiana (n. 1876)
- 1958 - Renato Paglianti, calciatore italiano (n. 1894)
- 1958 - Ivan Fëdorovič Tevosjan, politico, diplomatico e ingegnere sovietico (n. 1902)
- 1959 - Giuseppe Bastianelli, medico italiano (n. 1862)
- 1959 - Elpidio Jenco, poeta, docente e politico italiano (n. 1892)
- 1959 - Riccardo Zanella, politico italiano (n. 1875)
- 1960 - Flo Hart, attrice statunitense (n. 1893)
- 1960 - Jamil Mardam Bey, politico siriano (n. 1894)
- 1960 - Brigida Maria Postorino, religiosa italiana (n. 1865)
- 1960 - Cataldo Tandoy, poliziotto italiano (n. 1913)
- 1961 - Sayyid Hossein Tabataba'i Borujerdi, teologo e giurista iraniano (n. 1875)
- 1961 - Philibert Jacques Melotte, astronomo britannico (n. 1880)
- 1963 - Aleksandr Vasil'evič Gаuk, direttore d'orchestra e compositore sovietico (n. 1893)
- 1963 - Alfred Ritscher, militare e esploratore tedesco (n. 1879)
- 1964 - Heinz Fiebig, generale tedesco (n. 1897)
- 1964 - Nella Larsen, scrittrice statunitense (n. 1891)
- 1964 - Gino Luzzatto, storico e medievista italiano (n. 1878)
- 1964 - Guido Sutermeister, archeologo e ingegnere svizzero (n. 1883)
- 1965 - Teodoro Bubbio, avvocato e politico italiano (n. 1888)
- 1965 - Maurilio Fossati, cardinale e arcivescovo cattolico italiano (n. 1876)
- 1965 - Jack Hatfield, nuotatore e pallanuotista britannico (n. 1893)
- 1965 - Philip Showalter Hench, medico statunitense (n. 1896)
- 1965 - Richard Schweizer, sceneggiatore svizzero (n. 1899)
- 1966 - Arturo Massolo, filosofo e storico italiano (n. 1909)
- 1966 - Maxfield Parrish, pittore e illustratore statunitense (n. 1870)
- 1966 - Erwin Piscator, regista teatrale, regista cinematografico e critico teatrale tedesco (n. 1893)
- 1966 - Jelly d'Arányi, violinista ungherese (n. 1893)
- 1967 - Casimiro Casucci, politico e antifascista italiano (n. 1885)
- 1967 - Enrico Lugli, generale italiano (n. 1889)
- 1967 - Giorgio Mortara, economista e statistico italiano (n. 1885)
- 1967 - Richard Ruoff, generale tedesco (n. 1883)
- 1967 - Gaston Strobino, maratoneta statunitense (n. 1891)
- 1967 - Jean Toomer, romanziere e poeta statunitense (n. 1894)
- 1967 - Yao Min, cantante e compositore cinese (n. 1917)
- 1968 - Franco Aimi, politico italiano (n. 1915)
- 1968 - Bobby Driscoll, attore statunitense (n. 1937)
- 1968 - Bonaventura Tecchi, scrittore e germanista italiano (n. 1896)
- 1969 - James Bellamy, allenatore di calcio e calciatore inglese (n. 1881)
- 1969 - Lucien Bianchi, pilota automobilistico e copilota di rally italiano (n. 1934)
- 1969 - Alois Müller, calciatore austriaco (n. 1890)
- 1970 - Heinrich Brüning, politico tedesco (n. 1885)
- 1970 - Scott R. Dunlap, produttore cinematografico, regista e attore statunitense (n. 1892)
- 1971 - Werner Peters, attore tedesco (n. 1918)
- 1971 - Hardan al-Tikriti, generale, politico e diplomatico iracheno (n. 1925)
- 1972 - August Franzen, presbitero tedesco (n. 1912)
- 1972 - Giorgio Piccitto, glottologo e lessicografo italiano (n. 1916)
- 1972 - Peter Whitney, attore statunitense (n. 1916)
- 1973 - Douglas Douglas-Hamilton, XIV duca di Hamilton, nobile e ufficiale scozzese (n. 1903)
- 1973 - Sidney Farber, patologo statunitense (n. 1903)
- 1973 - Yves Giraud-Cabantous, pilota automobilistico francese (n. 1903)
- 1973 - William Justin Kroll, ingegnere lussemburghese (n. 1889)
- 1973 - Theodor von Wrede, militare tedesco (n. 1888)
- 1974 - Willem Hendrik van den Bos, astronomo olandese (n. 1896)
- 1974 - Domenico Marotta, chimico, igienista e dirigente pubblico italiano (n. 1886)
- 1974 - Vincenzo Rossetti, medico italiano (n. 1896)
- 1974 - Karel Struijs, pallanuotista olandese (n. 1892)
- 1975 - Mohammed Racim, pittore algerino (n. 1896)
- 1976 - Albino Binda, ciclista su strada italiano (n. 1904)
- 1976 - Richard Irvine, scenografo statunitense (n. 1910)
- 1977 - Christian Busch, ginnasta e multiplista tedesco (n. 1880)
- 1977 - Emilín, calciatore spagnolo (n. 1912)
- 1977 - Abd el-Halim Hafez, cantante e attore egiziano (n. 1929)
- 1977 - Antonio Parascandola, vulcanologo e mineralogista italiano (n. 1902)
- 1978 - Hamid II di Pontianak, sovrano indonesiano (n. 1913)
- 1978 - Hack Simpson, hockeista su ghiaccio canadese (n. 1910)
- 1978 - Larry Young, organista e pianista statunitense (n. 1940)
- 1979 - Hans Liesche, altista tedesco (n. 1891)
- 1979 - Umberto Melnati, attore italiano (n. 1897)
- 1979 - Airey Neave, militare, politico e agente segreto britannico (n. 1916)
- 1979 - José María Velasco Ibarra, politico ecuadoriano (n. 1893)
- 1979 - Ray Ventura, cantante e compositore francese (n. 1908)
- 1980 - Tôn Đức Thắng, politico vietnamita (n. 1888)
- 1981 - Louis Kuehn, tuffatore statunitense (n. 1901)
- 1981 - Douglas Lowe, mezzofondista britannico (n. 1902)
- 1981 - Alfeo Zanini, partigiano e politico italiano (n. 1923)
- 1982 - Dante Cleri, attore e cantante italiano (n. 1910)
- 1982 - Armando Filiput, ostacolista italiano (n. 1923)
- 1982 - Sergio Grieco, regista e sceneggiatore italiano (n. 1917)
- 1982 - Isabella Antonia von Croÿ, principessa tedesca (n. 1890)
- 1982 - Natale Menotti, partigiano e politico italiano (n. 1901)
- 1982 - Ruggero Tomaselli, botanico italiano (n. 1920)
- 1982 - Hassan al-Hakim, politico siriano (n. 1886)
- 1983 - Georges Albertini, politico francese (n. 1911)
- 1983 - Lisette Model, fotografa austriaca (n. 1901)
- 1983 - Suzy Solidor, cantante e attrice francese (n. 1900)
- 1984 - Luigi Barzini, giornalista e politico italiano (n. 1908)
- 1984 - Gaëtan Dugas, canadese (n. 1953)
- 1984 - Hollis Frampton, regista e attore statunitense (n. 1936)
- 1984 - John O'Boyle, cestista e allenatore di pallacanestro statunitense (n. 1928)
- 1984 - Karl Rahner, gesuita e teologo tedesco (n. 1904)
- 1984 - Ugo Savorana, scultore e pittore italiano (n. 1890)
- 1985 - Yaeko Nogami, scrittrice giapponese (n. 1885)
- 1985 - Kenkichi Ōshima, triplista giapponese (n. 1908)
- 1986 - Helga Anders, attrice e doppiatrice tedesca (n. 1948)
- 1986 - Herman A. Blumenthal, scenografo statunitense (n. 1916)
- 1986 - James Cagney, attore e ballerino statunitense (n. 1899)
- 1986 - John Ciardi, poeta e traduttore statunitense (n. 1916)
- 1987 - Pëtr Gusev, ballerino, coreografo e direttore artistico sovietico (n. 1904)
- 1987 - Giorgio Pini, politico e giornalista italiano (n. 1899)
- 1988 - Edgar Faure, scrittore, politico e giurista francese (n. 1908)
- 1988 - Fritz Helmut Landshoff, editore tedesco (n. 1901)
- 1988 - Doris Pawn, attrice statunitense (n. 1894)
- 1988 - Luis Ravaschino, calciatore argentino (n. 1903)
- 1988 - Francesco Rodolico, mineralogista e linguista italiano (n. 1905)
- 1988 - Arnie Zane, ballerino, coreografo e fotografo statunitense (n. 1948)
- 1989 - Mike Sekowsky, fumettista statunitense (n. 1923)
- 1989 - Arto Tolsa, calciatore finlandese (n. 1945)
- 1990 - Edvin Hansen, calciatore danese (n. 1920)
- 1991 - Andrée Brunet, pattinatrice artistica su ghiaccio francese (n. 1901)
- 1991 - Enzo Guarini, cantautore, attore e conduttore televisivo italiano (n. 1932)
- 1992 - Manolis Andronikos, archeologo greco (n. 1919)
- 1992 - Gilles Barbedette, scrittore, traduttore e attivista francese (n. 1956)
- 1992 - Maurizio Corgnati, regista cinematografico, regista televisivo e critico d'arte italiano (n. 1917)
- 1992 - Luigi De Laurentiis, produttore cinematografico italiano (n. 1917)
- 1992 - Amédée Fournier, ciclista su strada e pistard francese (n. 1912)
- 1992 - Andrea Gusmai, pittore italiano (n. 1902)
- 1992 - Gerhard Gustmann, canottiere tedesco (n. 1910)
- 1992 - Harold LeVander, politico statunitense (n. 1910)
- 1992 - Winnie Shaw, tennista britannica (n. 1947)
- 1993 - Richard Diebenkorn, pittore statunitense (n. 1922)
- 1993 - Don Shields, cestista, allenatore di pallacanestro e arbitro di pallacanestro statunitense (n. 1914)
- 1993 - Paolo Todeschini, scultore, allenatore di calcio e calciatore italiano (n. 1920)
- 1994 - William Arthur Ward, scrittore statunitense (n. 1921)
- 1995 - Elizabeth Ferrars, scrittrice britannica (n. 1907)
- 1995 - Bill Kooistra, pallanuotista statunitense (n. 1926)
- 1995 - Willem Peters, triplista olandese (n. 1903)
- 1995 - Romeo Rossi, calciatore italiano (n. 1916)
- 1995 - Paul A. Rothchild, produttore discografico statunitense (n. 1935)
- 1996 - Jean-Pierre Puthod, sciatore alpino e allenatore di sci alpino francese
- 1998 - Ramsay Ames, attrice, cantante e ballerina statunitense (n. 1919)
- 1998 - Pierre Angel, calciatore e allenatore di calcio francese (n. 1924)
- 1998 - Michèle Arnaud, cantante francese (n. 1919)
- 1998 - Massimo Franciosa, sceneggiatore, regista e scrittore italiano (n. 1924)
- 1998 - Lorenzo Gazzari, calciatore italiano (n. 1907)
- 1998 - Primo Moroni, scrittore italiano (n. 1936)
- 1999 - Emma Coen Pirani, bibliotecaria italiana (n. 1910)
- 1999 - Albert Coppé, economista e politico belga (n. 1911)
- 1999 - Igor' Netto, calciatore e allenatore di calcio sovietico (n. 1930)
- 1999 - Giulio Polotti, operaio, sindacalista e politico italiano (n. 1924)
- 1999 - Novalyne Price Ellis, insegnante e scrittrice statunitense (n. 1908)
- 1999 - Angelo Prini, pittore e incisore italiano (n. 1912)
- 1999 - Clemente Riva, vescovo cattolico italiano (n. 1922)
- 2000 - George Batchelor, matematico e fisico australiano (n. 1920)
- 2000 - Hjalmar Bergström, fondista svedese (n. 1907)
- 2000 - Rudolf Kirchschläger, diplomatico e politico austriaco (n. 1915)
- 2000 - Mihrimah Sultan, principessa ottomana (n. 1923)
- 2000 - Valiano Natali, tenore italiano (n. 1918)
- 2000 - Dario Rossetti, partigiano italiano (n. 1922)
- 2000 - Noris Siliprandi, biochimico italiano (n. 1919)

## XXI secolo(137)
- 2001 - Cyrus Gordon, archeologo statunitense (n. 1908)
- 2002 - Anand Bakshi, paroliere indiano (n. 1930)
- 2002 - Elizabeth Bowes-Lyon, regina inglese (n. 1900)
- 2002 - Marcello Melani, dirigente sportivo italiano (n. 1920)
- 2002 - Jean Pictet, docente svizzero (n. 1914)
- 2002 - Bjørn Spydevold, calciatore e allenatore di calcio norvegese (n. 1918)
- 2003 - Antonio Bolettieri, politico, scrittore e avvocato italiano (n. 1915)
- 2003 - Bruno Boni, canottiere italiano (n. 1915)
- 2003 - Felice Catalano di Melilli, diplomatico italiano (n. 1914)
- 2003 - Heidi Gutruf, attrice e soprano austriaca (n. 1943)
- 2003 - Michael Jeter, attore statunitense (n. 1952)
- 2003 - Valentin Sergeevič Pavlov, politico sovietico (n. 1937)
- 2003 - Patricia Vinnicombe, archeologa e artista sudafricana (n. 1932)
- 2004 - Salvatore Burruni, pugile italiano (n. 1933)
- 2004 - Erick Friedman, violinista statunitense (n. 1939)
- 2004 - Luciano Fulvi, religioso, presbitero e missionario italiano (n. 1928)
- 2004 - Fausta Giani Cecchini, politica italiana (n. 1922)
- 2004 - Willy Tröger, calciatore tedesco orientale (n. 1928)
- 2004 - Timi Yuro, cantante statunitense (n. 1940)
- 2005 - Fred Korematsu, attivista statunitense (n. 1919)
- 2005 - Derrick Plourde, batterista statunitense (n. 1971)
- 2006 - Giuseppe Dimitri, terrorista e politico italiano (n. 1956)
- 2006 - Giorgio Rumi, storico e politologo italiano (n. 1938)
- 2007 - Fay Coyle, calciatore nordirlandese (n. 1933)
- 2007 - Michael Dibdin, scrittore britannico (n. 1947)
- 2007 - Riccardo Francovich, archeologo e medievista italiano (n. 1946)
- 2007 - Franco Cosimo Panini, editore italiano (n. 1931)
- 2007 - Alfredo Quaresma, calciatore portoghese (n. 1944)
- 2007 - Chrisye, cantante indonesiano (n. 1949)
- 2008 - Marie-Francoise Audollent, attrice francese (n. 1943)
- 2008 - Glauco Coretti, fumettista italiano (n. 1922)
- 2008 - Gilbert Hunt, tennista e matematico statunitense (n. 1916)
- 2008 - Jim Mooney, fumettista statunitense (n. 1919)
- 2008 - Dith Pran, fotoreporter cambogiano (n. 1942)
- 2009 - Jim Benedek, allenatore di calcio e calciatore ungherese (n. 1941)
- 2009 - Maria Curcio, pianista e musicologa italiana (n. 1920)
- 2009 - Sulim Jamadaev, militare russo (n. 1973)
- 2009 - Andrea Mead Lawrence, sciatrice alpina e ambientalista statunitense (n. 1932)
- 2009 - Jackie Pretorius, pilota automobilistico sudafricano (n. 1934)
- 2009 - Loras Joseph Watters, vescovo cattolico statunitense (n. 1915)
- 2010 - Nicola Arigliano, cantante e attore italiano (n. 1923)
- 2010 - Juan Carlos Caballero Vega, rivoluzionario messicano (n. 1900)
- 2010 - Fausto Colombo, architetto e urbanista italiano (n. 1937)
- 2010 - Mario Garbuglia, scenografo italiano (n. 1927)
- 2010 - Josef Homeyer, vescovo cattolico tedesco (n. 1929)
- 2010 - Morris R. Jeppson, militare statunitense (n. 1922)
- 2010 - Martin Sandberger, agente segreto tedesco (n. 1911)
- 2010 - Jurij Šabanov, scacchista russo (n. 1937)
- 2011 - Krasimira Gjurova, cestista bulgara (n. 1953)
- 2011 - Ljudmila Markovna Gurčenko, attrice sovietica (n. 1935)
- 2011 - Roberto Lovati, calciatore, allenatore di calcio e dirigente sportivo italiano (n. 1927)
- 2011 - Antonio Rossano, giornalista italiano (n. 1940)
- 2012 - Viktor Kosičkin, pattinatore di velocità su ghiaccio sovietico (n. 1938)
- 2012 - Francesco Mancini, calciatore e allenatore di calcio italiano (n. 1968)
- 2012 - Raja Ashman Shah, principe, avvocato e dirigente d'azienda malese (n. 1958)
- 2012 - Salvatore di Gesualdo, fisarmonicista italiano (n. 1940)
- 2013 - Franco Califano, cantautore, produttore discografico e attore italiano (n. 1938)
- 2013 - Salvatore D'Alia, politico italiano (n. 1930)
- 2013 - Carla Guiducci Bonanni, bibliotecaria italiana (n. 1929)
- 2013 - Andrea Raggio, politico italiano (n. 1929)
- 2013 - Phil Ramone, produttore discografico, violinista e compositore statunitense (n. 1934)
- 2014 - Ferruccio Biagini, politico, partigiano e sindacalista italiano (n. 1925)
- 2014 - Gerardo D'Ambrosio, magistrato e politico italiano (n. 1930)
- 2014 - Karl Walter Diess, attore e doppiatore austriaco (n. 1928)
- 2014 - Kate O'Mara, attrice britannica (n. 1939)
- 2014 - Franco Viale, hockeista su ghiaccio italiano (n. 1942)
- 2015 - Calogero Cascio, fotografo italiano (n. 1927)
- 2015 - Helmut Dietl, regista tedesco (n. 1944)
- 2015 - Ingrid van Houten-Groeneveld, astronoma olandese (n. 1921)
- 2015 - Aniceto Molina, cantautore e fisarmonicista colombiano (n. 1939)
- 2015 - Roger Slifer, fumettista, sceneggiatore e produttore televisivo statunitense (n. 1954)
- 2015 - Robert Z'Dar, attore e produttore cinematografico statunitense (n. 1950)
- 2016 - Denys Carnill, hockeista su prato britannico (n. 1926)
- 2016 - Gabriella Di Luzio, attrice italiana (n. 1951)
- 2016 - John King, calciatore e allenatore di calcio inglese (n. 1938)
- 2016 - Frankie Michaels, attore statunitense (n. 1955)
- 2016 - Shirley Hufstedler, politica statunitense (n. 1925)
- 2016 - Galeazzo Nardini, artista italiano (n. 1938)
- 2016 - Roberto Ranzani, dirigente sportivo e calciatore italiano (n. 1942)
- 2016 - Gianmaria Testa, cantautore italiano (n. 1958)
- 2017 - Fausto Marchetti, politico italiano (n. 1937)
- 2017 - Fausto Mesolella, chitarrista, compositore e arrangiatore italiano (n. 1953)
- 2017 - Raffaele Morbelli, dirigente sportivo italiano (n. 1923)
- 2018 - Aureliano Bolognesi, pugile italiano (n. 1930)
- 2018 - Pierre Colnard, pesista francese (n. 1929)
- 2018 - Ivor Guest, saggista, avvocato e storico britannico (n. 1920)
- 2018 - Henry Theophilus Howaniec, vescovo cattolico e missionario statunitense (n. 1931)
- 2018 - Sabahudin Kurt, cantante bosniaco (n. 1935)
- 2018 - Geraldo Antônio Martins, calciatore brasiliano (n. 1940)
- 2018 - Keith Murdoch, rugbista a 15 neozelandese (n. 1943)
- 2018 - Sven-Olov Sjödelius, canoista svedese (n. 1933)
- 2018 - Robert de Vries, calciatore olandese (n. 1943)
- 2019 - Loris Pimazzoni, maratoneta italiano (n. 1956)
- 2020 - Raffaele Ajello, storico e giurista italiano (n. 1928)
- 2020 - Wilhelm Burmann, ballerino tedesco (n. 1939)
- 2020 - Don Campbell, ballerino e coreografo statunitense (n. 1951)
- 2020 - Arianne Caoili, scacchista e cantante filippina (n. 1986)
- 2020 - Manōlīs Glezos, scrittore, politico e partigiano greco (n. 1922)
- 2020 - Ivo Mahlknecht, sciatore alpino e allenatore di sci alpino italiano (n. 1939)
- 2020 - Richard Maury, pittore statunitense (n. 1935)
- 2020 - Kwasi Owusu, calciatore ghanese (n. 1945)
- 2020 - Santo Rossi, cestista italiano (n. 1940)
- 2020 - Bill Withers, cantante e musicista statunitense (n. 1938)
- 2020 - Joachim Yhombi-Opango, politico e generale della Repubblica del Congo (n. 1939)
- 2021 - Jean-Christophe Balouet, ornitologo e paleontologo francese (n. 1956)
- 2021 - Pavel Boriskin, attore sovietico (n. 1953)
- 2021 - Jean Bourlès, ciclista su strada francese (n. 1930)
- 2021 - Gérard Filippelli, cantante, chitarrista e attore francese (n. 1942)
- 2021 - Gordon Liddy, avvocato statunitense (n. 1930)
- 2021 - Maurizio Moretti, calciatore italiano (n. 1945)
- 2021 - Carlo Mosca, prefetto e magistrato italiano (n. 1945)
- 2022 - Dolores Castro, poetessa, saggista e critica letteraria messicana (n. 1923)
- 2022 - Mathew Cheriankunnel, vescovo cattolico indiano (n. 1930)
- 2022 - Juan Carlos Cárdenas, calciatore argentino (n. 1945)
- 2022 - Maria Romana Catti De Gasperi, saggista, politica e partigiana italiana (n. 1923)
- 2022 - Egon Franke, schermidore polacco (n. 1935)
- 2022 - Wolf Muser, attore tedesco (n. 1950)
- 2022 - Tom Parker, cantante, disc jockey e personaggio televisivo inglese (n. 1988)
- 2022 - John Peake, hockeista su prato britannico (n. 1924)
- 2022 - Urbano Zea, cestista messicano (n. 1937)
- 2023 - Leandro Becheroni, pilota motociclistico italiano (n. 1950)
- 2023 - Alfio Cantarella, batterista italiano (n. 1941)
- 2023 - Erika Dobosiewicz, violinista e musicista polacca (n. 1967)
- 2023 - Arturo Jáuregui Peña, calciatore cileno (n. 1956)
- 2023 - Johan Leysen, attore belga (n. 1950)
- 2023 - Rolf Maier, sollevatore tedesco (n. 1936)
- 2023 - Michael Rudman, regista teatrale e direttore artistico statunitense (n. 1939)
- 2023 - Mate Šestan, calciatore croato (n. 1971)
- 2023 - Ray Shulman, bassista, produttore discografico e compositore britannico (n. 1949)
- 2024 - Martín Almada, avvocato e attivista paraguaiano (n. 1937)
- 2024 - Fred Gamble, pilota automobilistico statunitense (n. 1932)
- 2024 - Rob Kaman, kickboxer e thaiboxer olandese (n. 1960)
- 2024 - Víctor Antonio Legrotaglie, calciatore argentino (n. 1937)
- 2025 - Ágota Bujdosó, pallamanista ungherese (n. 1943)
- 2025 - Giacomo Caliendo, politico e magistrato italiano (n. 1942)
- 2025 - Enrique Bátiz Campbell, direttore d'orchestra e pianista messicano (n. 1942)
- 2025 - Barbara Frischmuth, scrittrice, traduttrice e drammaturga austriaca (n. 1941)